# Castillo de Alcoutín
El Castillo de Alcoutín. (en portugués: Castelo de Alcoutim) es un castillo medieval en la parroquia civil de Alcoutín, en el municipio del mismo nombre, en el sudeste del Algarve en Portugal. Construido en el siglo XIII, el castillo se encuentra en una posición dominante en una colina al sur de la sede parroquial de Alcoutim en la orilla derecha del río San Marcos, afluente del río Guadiana, frente al territorio de Sanlúcar de Guadiana, en España.

## Historia

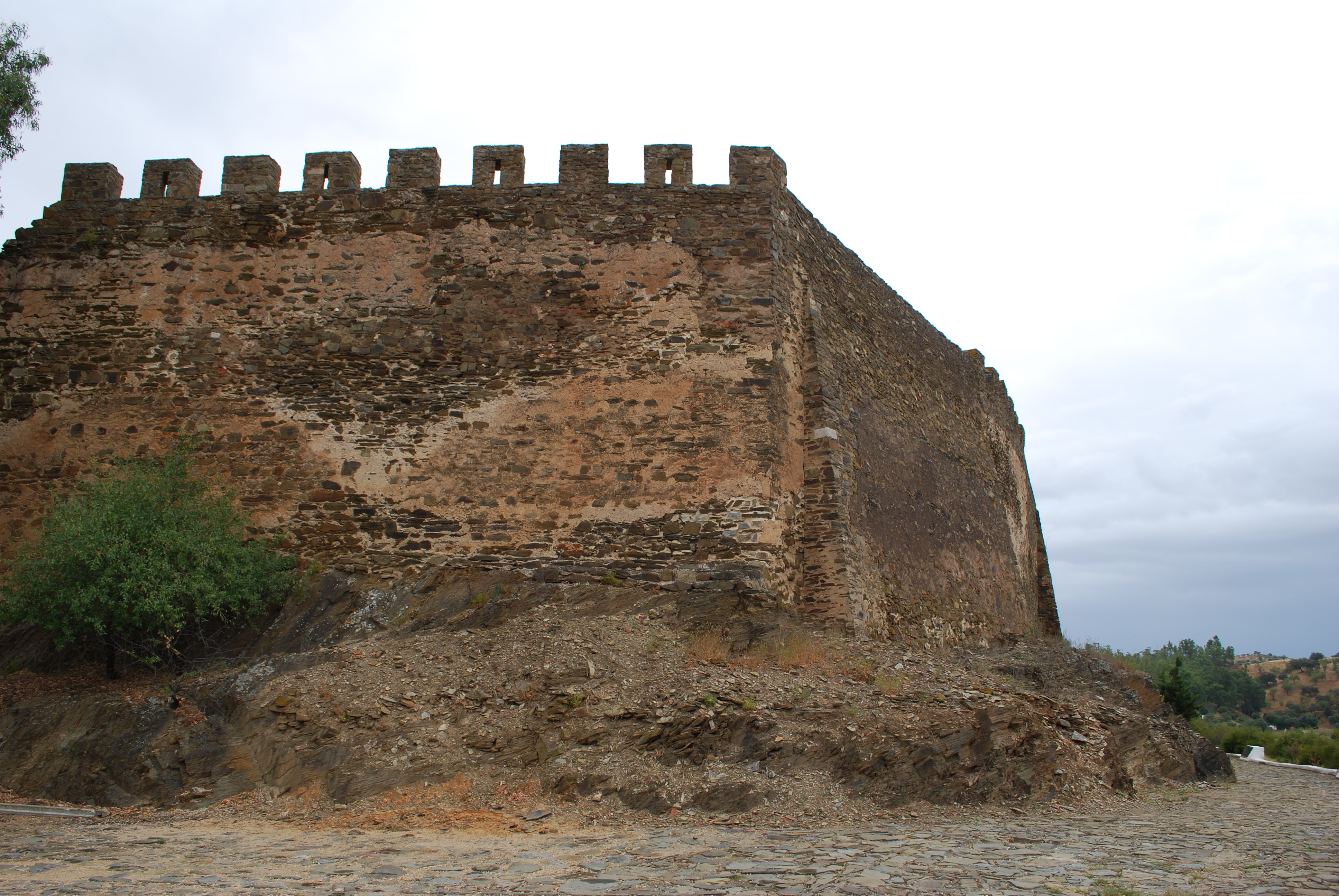
Las murallas medievales de la fortaleza que se remontan al castro lusitano del Neolítico temprano

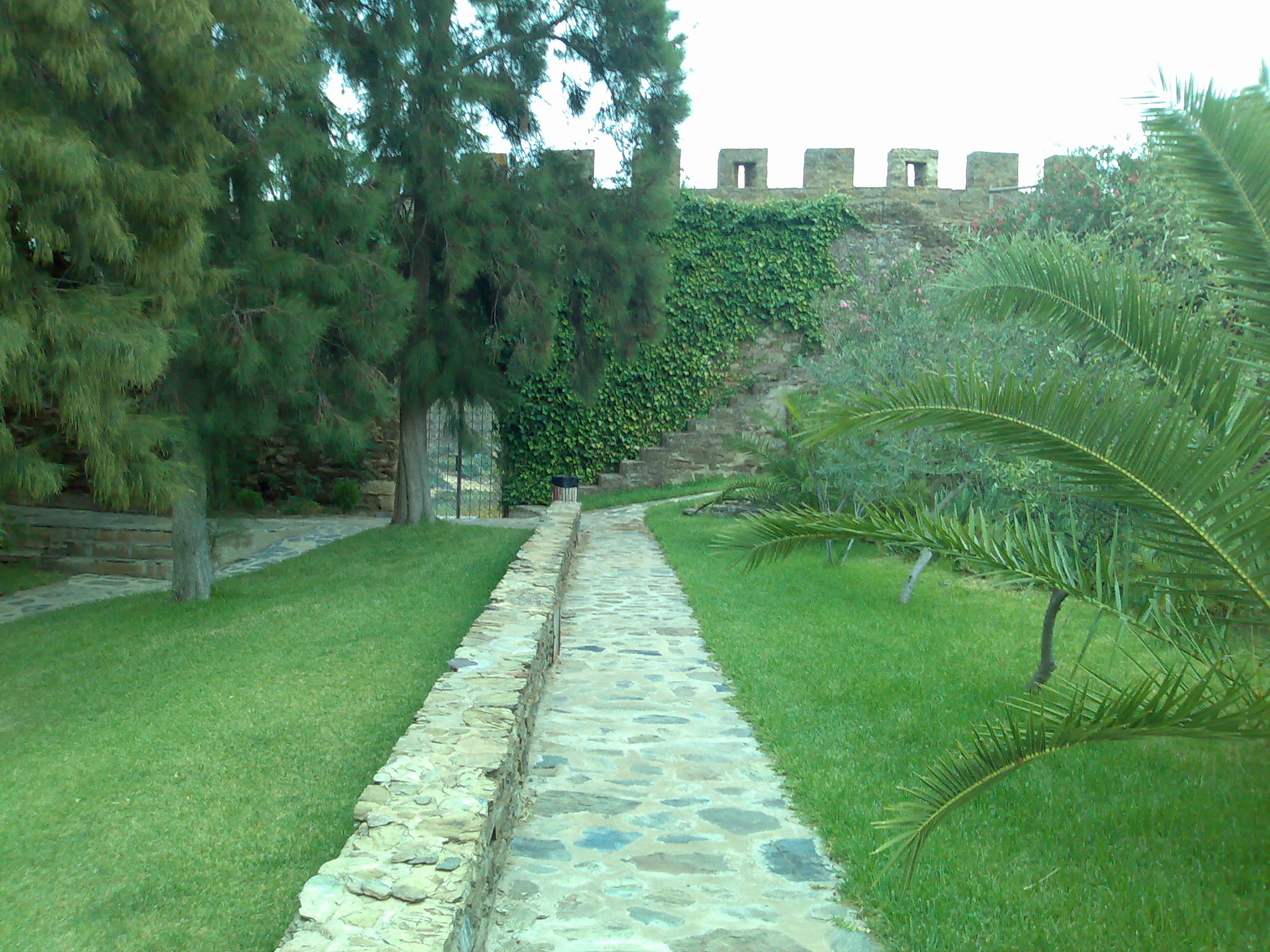
El patio interior del castillo/fortaleza

Diversos vestigios encontrados en los alrededores sugieren que un castro lusitano pudo haber existido en el sitio, durante la transición del Neolítico al Calcolítico.
Los fenicios llegaron a esta región a finales del siglo X a. C., estableciendo un puesto comercial bajo la protección del castro lusitano. Los  griegos, a mediados del siglo VIII, también fundaron una colonia que se disolvió rápidamente en la población lusitana, junto con los celtas y  cartagineses.
A principios del siglo II d. C., los romanos conquistaron Alcoutín en una época en la que el asentamiento era un centro rico, dominado por su concurrido puerto. La fortaleza de su centro se transformó en una base militar para las fuerzas de ocupación y centro político, que pasó a conocerse como Alcoutinium. Tomada por los alanos en 415, la plaza principal del Alcoutinium cayó lentamente en la ruina, debido a la disminución de las exportaciones de minerales. Los moros llegaron en 715, cambiando el nombre por el de Alcatâ, pero no pudieron restaurar la importancia histórica, política y económica de la región.
Fue sólo durante el período de la Reconquista que el Castillo comenzó a adquirir una forma específica. Integrados en la Corona portuguesa después de 1240, los monarcas tomaron varias medidas para aumentar el asentamiento y establecer una autoridad dentro de la región. En 1240, Alcoutín fue tomado por las fuerzas leales al rey Sancho II de Portugal, que ordenó la reconstrucción del castillo y la muralla para defender a la población. Al mismo tiempo, Sancho elevó el asentamiento a la categoría de ciudad. El rey  D. Dinis restauró el castillo y las murallas durante su reinado, al mismo tiempo (1304) concedió una carta foral al asentamiento, transfiriendo su título a la Orden de Santiago. Desafortunadamente, hay pocos restos del primitivo castillo medieval. De hecho, no hay monografías que describan la transición entre el asentamiento moro y los primeros asentamientos portugueses. Lo que quedó fueron las dos puertas ojivales, que insinuaban su estructura militar gótica.
Fue en esta fortaleza donde los reyes Fernando I de Portugal y Enrique II de Castilla firmaron un tratado de paz; la construcción defensiva sobre el río Guadiana continuaría siendo un importante refuerzo para la autoridad española en la región.  El rey Juan II de Portugal y, más tarde, el rey Manuel de Portugal continuarían reparando y manteniendo la fortaleza. Durante el reinado de Manuel  de Portugal el Castillo fue construido y elementos de su arquitectura gótica fueron sustituidos por fortificaciones racionales y características proto-modernistas. En el libro Livrod das Fortelezas "Duarte d'Armas (alrededor de 1509) se describió la fortaleza como una planta rectangular que no incluía torres y era accesible desde una de las fachadas. Sus muros estaban uniformemente divididos en dos, y en el exterior, existían algunos edificios que soportaban la estructura.
Durante la Guerra de Restauración portuguesa, en 1640, continuaron las nuevas restauraciones y el mantenimiento de la fortaleza, incluyendo las baterías de Cortadoiro y Santa Bárbara (que fueron diseñadas para batir la región fronteriza española).  Para ello, se construyó un rellano hacia la frontera y la fortaleza participó activamente en el contexto de la guerra.
Esta fue la última fase de la importancia de las fortificaciones: la fortaleza comenzó un declive constante de la influencia militar y política en las décadas siguientes. El Castillo fue finalmente abandonado y comenzó a servir en varios propósitos cívicos, incluyendo el matadero alrededor de 1878.
La Dirección General de Edificios y Monumentos Nacionales (DGEMN - Direcção Geral dos Edifícios e Monumentos Nacionais) empezó a centrarse en el mantenimiento en 1961, con trabajos de restauración de la mampostería, que se había desprendido (y de nuevo en 1967), y la reconstrucción y consolidación de partes de los muros. En 1969, muchas de las casas en estado de ruina fueron demolidas para dejar libres los segmentos de los muros principales. En 1977, la DGMEN continuó restaurando segmentos del castillo, incluyendo los  merlones, reparando grietas en el muro, usando hormigón armado e instalando una nueva puerta principal. Pero, en 1979, una nueva fase de construcción resultó en la demolición de la mampostería y el techo de la planta principal. Tres años después (1981), los trabajos de restauración incluyeron la construcción del ascensor hidráulico para recuperar una escalera de acceso a las almenas y la reconstrucción de las baterías y baluartes.
Tras las obras públicas de mantenimiento de los muros en 1985, se instaló en el edificio una iluminación eléctrica en el exterior en 1988. Después de 1992, el consejo municipal estableció un plan para desarrollar los terrenos para el turismo y construir un museo arqueológico para el municipio, bajo la dirección del arquitecto Fernando Varanda.
En el año 2000 un museo en el centro del castillo fue abierto oficialmente al público. Fue renovado recientemente en 2011 y cubre la herencia arqueológica del castillo y la región alrededor de él desde el Neolítico hasta la época moderna. En un edificio separado del museo principal hay una exposición permanente que cubre los juegos de mesa islámicos del período moro. El castillo y el museo están abiertos todos los días del año excepto el 1 de enero, el 24, 25 y 31 de diciembre.

## Arquitectura
La estructura se basa en la intersección de dos estilos arquitectónicos, que incluye tanto un castillo medieval como un fuerte medieval. Ambos están basados en un plano irregular y consisten en una estructura identificable por merlones en la zona medieval y compuesta por baterías de artillería y baluartes que custodian el río en lazona de los elementos modernos.
Está situada en un entorno urbano, en una colina que domina la Ribeira de São Marcos, junto a la confluencia del río Guadiana (que limita con la ciudad fronteriza española de San Lucar de Barrameda.  Las murallas de la fortaleza del castillo que protegía su ciudad medieval y  rodean el asentamiento de Alcoutim.